# 김비오 (골프 선수)
김비오(1990년 8월 21일~)는 대한민국의 골프 선수이다. 호반건설 골프단 소속으로 활동하고 있다.